# ピアノ協奏曲第4番 (プロコフィエフ)
セルゲイ・プロコフィエフのピアノ協奏曲 第4番 変ロ長調 作品53は、隻腕のピアニスト、パウル・ヴィトゲンシュタインの委嘱で作曲されたピアノ協奏曲。ピアノ独奏は左手のみで演奏される、いわゆる「左手のためのピアノ協奏曲」の一曲である。

## 作曲から初演まで
第一次世界大戦で右腕を失ったヴィトゲンシュタインは、戦後に左手のみで演奏活動を行ったが、そのためのレパートリーを求めて、当時の有名作曲家の数々にオリジナル作品を委嘱した。プロコフィエフもその一人で、委嘱に応じて1931年に協奏曲を完成した。しかし、楽譜を受け取ったヴィトゲンシュタインは礼状で謝辞を述べながらも、「一音たりとも理解できないので弾きません」と断り、実際に演奏することがなかった。このため本作は、プロコフィエフの（完成された）ピアノ協奏曲で唯一生前に初演されなかった作品となった。ヴィトゲンシュタインの拒絶はプロコフィエフを落胆させたが、この理由は表向きで、技術的に至難なため手を付けなかったという説もある。なお、優れたピアニストでもあったプロコフィエフは、他のピアノ協奏曲を全て自身の独奏で初演している。
プロコフィエフは本作を『チェロ協奏曲第1番』と同様に失敗作のように考えており、両手での演奏用に改作することを公言していたが、チェロ協奏曲の『交響的協奏曲』への改作とは異なり実現せずに終わった。
初演はプロコフィエフ死後の1956年9月5日に、ドイツ人奏者ジークフリート・ラップのピアノ、マルティン・リッヒ指揮のベルリン放送交響楽団（現ベルリン・ドイツ交響楽団）によって西ベルリンで行われた。ラップは第二次世界大戦でヴィトゲンシュタインと同様に右手を失ったが、やはり同様に左手のみでピアニストとしての活動を続けようとしてレパートリーを探していたところ、たまたま作品目録でこの協奏曲の存在を知り、プロコフィエフの未亡人ミーラに連絡して楽譜を入手し、初演に至った。
現在では、右手が一時的あるいは恒久的に故障したり欠損したピアニストが、復活公演にこの作品を選ぶことがある。とはいえ、同じくヴィトゲンシュタインのために書かれたモーリス・ラヴェルの『左手のためのピアノ協奏曲』ほどには演奏される機会は多くない。

## 楽器編成
フルート2、オーボエ2、クラリネット2、ファゴット2、ホルン2、トランペット1、トロンボーン1、バスドラム、ピアノ、弦五部（第1・第2ヴァイオリン、ヴィオラ、チェロ、コントラバス）
同じくヴィトゲンシュタインの委嘱によるラヴェルやリヒャルト・シュトラウスの協奏作品などと異なり、オーケストラは比較的小編成である。

## 楽曲構成
全曲を通して約25分の長さで、以下の4楽章から成る。
1. ヴィヴァーチェ （4-5分）
2. アンダンテ （9-13分）
3. モデラート （8-9分）
4. ヴィヴァーチェ （1-2分）。

プロコフィエフは「マクロ・フォーム」に一時期関心を寄せており、全楽章で一つのソナタが形成されるような音楽を構想していた。その結果、第4楽章は第1楽章の要約として表れている。第1楽章は第2楽章の前奏曲と解釈することも可能だろう。
本作の根幹はその第2楽章にある。このアンダンテ楽章は内省的で、非常にロマンティックである。第3楽章は、過剰に変形されたソナタ形式による。作品の終わり方は風変わりで、ピアノがピアニッシモで非常に高い変ロ音（国際式表記：B♭7）まで駆け上がり、終結する。

## 菅原明朗による編曲版
菅原明朗による吹奏楽とピアノのための編曲版があり、日本での初演は1968年、この版でまず行われた（伊藤普子独奏、大阪市音楽団第16回特別演奏会）。菅原はオーケストラ譜が手に入らなかったため、二台ピアノ用の楽譜から編曲作業をした。菅原はこの作品こそがプロコフィエフの最高傑作と考えていた。